# Johann von Mario zu Gammerslewe
Johann von Mario zu Gammerslewe (* vor 1624; † um 1650) war ein Mitglied der Fruchtbringenden Gesellschaft.

## Leben
Über seine Jugend und Bildung ist recht wenig bekannt.
Unter dem Befehl von Christian I. von Anhalt-Bernburg und später unter dem von Graf Georg Friedrich von Hohenlohe-Neuenstein-Weikersheim diente Johann von Mario zu Gammerslewe als Obristleutnant.
1624 wird er von Fürst Ludwig I. von Anhalt-Köthen in die Fruchtbringende Gesellschaft aufgenommen. Er verlieh diesem den Gesellschaftsnamen der Goldgelbe und das Motto zur Herzstärkung. Als Emblem wurde ihm Safran mit der Blüt (Crocus sativus L.) zugedacht. Im Köthener Gesellschaftsbuch findet sich Johann von Marios Eintrag unter der Nr. 100. Dort ist auch das Reimgesetz verzeichnet, mit dem er sich für die Aufnahme bedankte:
Gottes Genade Ergibe Jch mich
Der Hoffnung Lebe Jch
Mein Gemueth Nach Ehren Richt Sich
Darauff Lebe vnd Sterbe Jch
Freundt in der Noth, Freundt Jm Todt,
Freundt hinder Ruckhen, dz sein 3 Starckh Bruckhen
Jn unglückh fro, wer khan also?
Einige Jahre später wurde er in der Hofhaltung von Fürst Christian II. von Anhalt-Bernburg als Hofmeister geführt. Ab 1629 diente er drei Jahre als braunschweigischer Obrist. Als solcher heiratet Johann von Mario zu Gammerslewe am 21. Februar 1632 Elisabeth Hochgraf, die Witwe von Capitain Nikolaus von Buschhausen. Mit ihr hat er einen Sohn, Johann Heinrich von Mario zu Gammerslewe.
Unter Fürst Friedrich Heinrich von Oranien avanciert er zum Hofmann und militärischen Kommissar in Den Haag. Aus dieser Zeit ist der Briefwechsel mit seinem Freund Friedrich von Schilling, einem anhaltischen Hofmarschall, überliefert. Bruchstückhaft ist auch die Korrespondenz mit Fürst Ludwig I. von Anhalt-Köthen erhalten.
Hieraus erfahren wir, dass Johann von Mario zu Gammerslewe für seinen Sohn, einem Obristen in holländischen Diensten als Gouverneur von Hulst, 1649 mehrfach vergeblich um Aufnahme in die Fruchtbringende Gesellschaft bat.
Vielleicht ging diese Bitte zwischen dem Tod von Fürst Ludwig I. von Anhalt-Köthen 1650 und der Wahl Herzog Wilhelm IV. von Sachsen-Weimar 1651 zum Oberhaupt der Gesellschaft einfach unter. Nach derzeitigem Stand der Forschung wäre auch das Ableben des Bittstellers für die Ablehnung plausibel.
| Personendaten    | Personendaten                                                    |
| ---------------- | ---------------------------------------------------------------- |
| NAME             | Mario zu Gammerslewe, Johann von                                 |
| ALTERNATIVNAMEN  | der Goldgelbe (Fruchtbringende Gesellschaft); Mario, Johannes de |
| KURZBESCHREIBUNG | Mitglied der Fruchtbringenden Gesellschaft                       |
| GEBURTSDATUM     | vor 1624                                                         |
| STERBEDATUM      | um 1650                                                          |